# Guijuelo
Guijuelo es un municipio y localidad española de la provincia de Salamanca, en la comunidad autónoma de Castilla y León. Se distingue como el núcleo de población más importante del sureste del Campo Charro y se considera la capital o centro de servicios de la comarca de Guijuelo y la subcomarca de Salvatierra. Pertenece al partido judicial de Béjar y a la Mancomunidad de Guijuelo y su entorno comarcal.
Su término municipal está formado por las localidades de Cabezuela, Campillo, Guijuelo y Palacios, ocupa una superficie total de 63,23 km² y según los datos demográficos recogidos en el padrón municipal elaborado por el INE, cuenta con 5508 habitantes.

## Símbolos

### Escudo
El escudo heráldico que representa al municipio fue aprobado el 28 de marzo de 1958 con el siguiente blasón:

«Campo de gules, con una iglesia arruinada, de oro mazonada de sable. Bordura de azur cargada, en jefe, de una cruz de oro trebolada, enriquecida en pedrería. En torno a la bordura han de alternar tres abejas de oro fajadas de sable con alas de plata y cuatro ramos de encina en forma de trébol, compuestos en el centro, de una bellota de oro, con casquillo de plata, y de dos hojas de sinople perfiladas de plata. Las abejas en los flancos y en la punta, y los ramos en los cuatro extremos. Corona ducal de oro, con el círculo adornado de pedrería»
Boletín Oficial del Estado de 14 de abril de 1958

### Bandera
La bandera municipal fue aprobada el 31 de enero de 2001 con la siguiente descripción textual:

«Paño cuadrado, proporción 1:1, dividido en aspa en cuatro partes, las de arriba y abajo rojas, y la más cercana al asta y su opuesta azules. Lleva sobrepuesto en el centro el escudo de armas timbrado de la Villa de Guijuelo»
Boletín Oficial de Castilla y León nº 49 de 9 de marzo 2001

## Toponimia

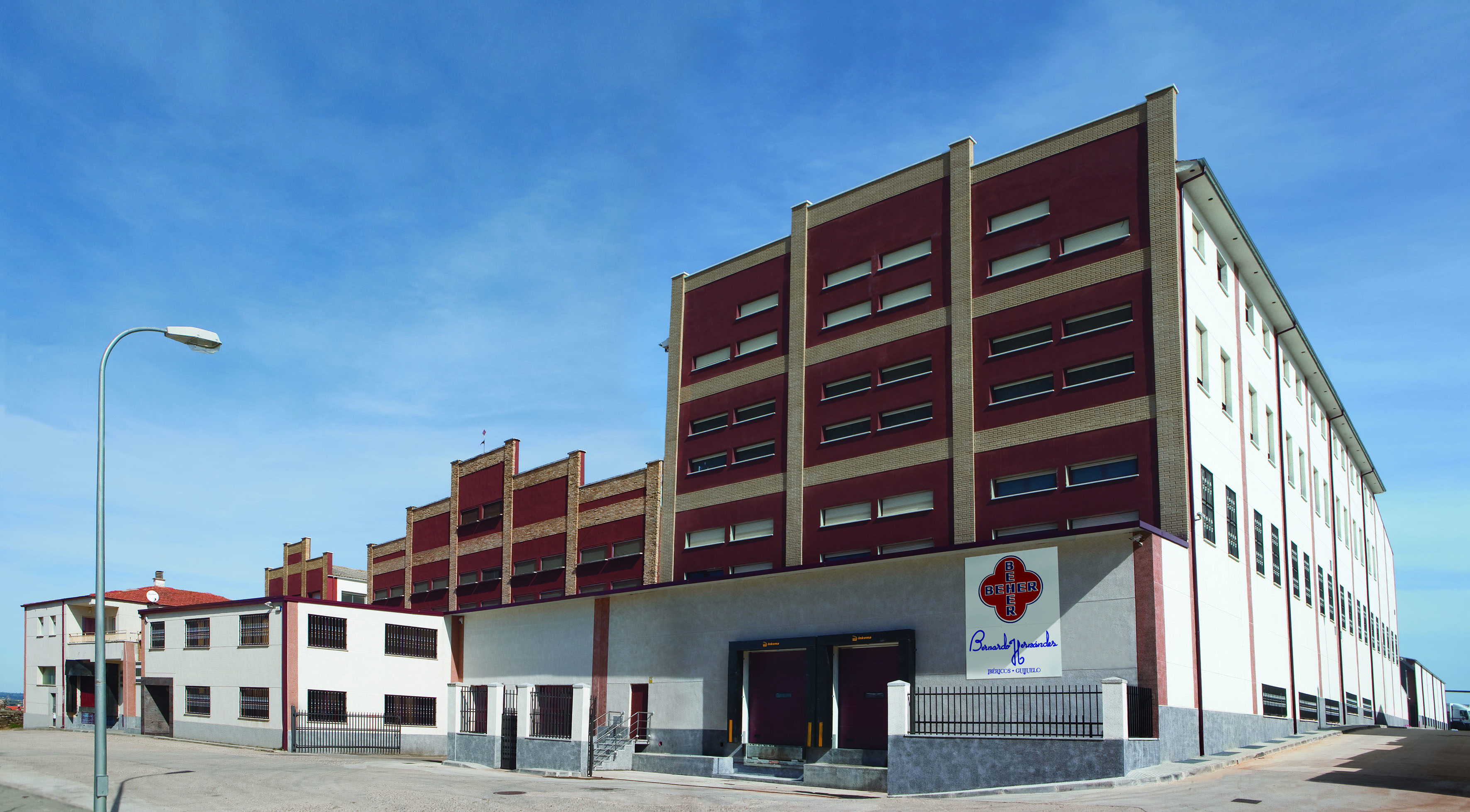
Fábrica de jamones

El topónimo Guijuelo se recoge de distintas formas desde antiguo, si bien hay diversas teorías sobre el origen de este topónimo, ya que este hecho no está del todo claro. Históricamente, puede encontrarse transcrito en el siglo XVII en las formas Guixuelo, El Guijuelo, y Guijuelo de Salvatierra, hecho que deja abiertas varias teorías sobre el origen del topónimo.
En este sentido, Antonio Llorente Maldonado enlaza el origen del topónimo guijuelo al de otros similares como herguijuela y arguijo, señalando que Guijuelo tendría la misma raíz pero habiendo eliminado el artículo, topónimos que «aluden a parajes abundantes en pedreras y peñascales calizos» según este filólogo. A este respecto, cabe señalar que Herguijuela de Ciudad Rodrigo se recoge en la Baja Edad Media como Elguijuela, mientras que Herguijuela del Campo se recogía como El Erguixuela, existiendo en Las Veguillas una alquería, actualmente despoblada, denominada Arguijo, cuya raíz se compondría según esta teoría de Ar+Guijo. Para sostener dicha hipótesis Maldonado alude al «empleo por los naturales de Guijuelo y los habitantes de los pueblos vecinos, del cliché El Guijuelo, con artículo, en vez de la forma oficial Guijuelo», lo que según esta hipótesis enlaza a los topónimos Guijo y Guijuelo con los de Arguijo y Erguijuelo/Arguijuelo.
Por su parte, Nieto Ballester sostiene que el topónimo Guijuelo se derivaría de la palabra guijo o guija, si bien en forma diminutiva, la cual se definiría como pequeño canto rodado, pudiendo definirse guijuelo en este caso también como un conjunto de guijas, del cual se habría formado el ya más común guijarro. En este sentido, hay diversos topónimos en el oeste de España (principalmente en la provincia de Cáceres) que se podrían considerar derivados de esta raíz léxica, pudiendo citarse entre ellos las localidades de Guijo de Granadilla (Cáceres), Guijo de Galisteo (Cáceres), El Guijo (Córdoba), Guijo de Ávila (Salamanca), Guijo de Coria (Cáceres), Guijo de Santa Bárbara (Cáceres), El Guijo (Arcos de la Frontera, Cádiz), o Los Guijuelos (Bohoyo, Ávila).
Asimismo, sobre el origen del vocablo guijo, sin diminutivo, se han planteado diversas teorías, como la que apunta a un origen prerromano, a partir de la raíz argh- (blanco brillante). Ello supondría la relación del vocablo con topónimos del tipo Arguijo (existente tanto en Soria como en Salamanca), que presentaría la forma original, debido a un falso análisis del artículo. Por otra parte, Manuel de Larramendi apuntaba al posible origen del topónimo guijo sobre la palabra vasca eguiya (canto, esquina), que se vería asimismo enlazada al topónimo guijarro, mediante la adición de la palabra harri ('piedra'), que daría lugar a eguiya harri.

## Geografía
Integrado en la comarca de Guijuelo, de la que ejerce de capital, se sitúa a 50 kilómetros de Salamanca. El término municipal está atravesado por la Autovía Ruta de la Plata (A-66), por la carretera nacional N-630, entre los pK 385 y 393, y por las carreteras provinciales SA-104, que conecta con Cespedosa de Tormes, SA-212, que se dirige hacia Fuenterroble de Salvatierra, y SA-214, que se dirige hacia Valdelacasa, además de por carreteras locales que permiten la comunicación entre las pedanías y con los municipios vecinos de Berrocal de Salvatierra, Aldeavieja de Tormes, Guijo de Ávila y Fuenterroble de Salvatierra.
El relieve del municipio es predominantemente llano, pero suavemente ascendente hacia el sur. El río Tormes hace de límite oriental con Cespedosa de Tormes, antes del pantano de Santa Teresa. La altitud oscila entre los 1150 metros al suroeste, en la ladera de Peña Gorda, y los 880 metros en el embalse de Santa Teresa. El pueblo se alza a 1003 metros de altitud sobre el nivel del mar. 
| Noroeste: Frades de la Sierra                   | Norte: Berrocal de Salvatierra | Nordeste: Pizarral                               |
| Oeste: Casafranca y Fuenterroble de Salvatierra |                                | Este: Aldeavieja de Tormes y Cespedosa de Tormes |
| Suroeste: Fuenterroble de Salvatierra           | Sur: Fuentes de Béjar          | Sureste: Guijo de Ávila                          |

### Clima
De acuerdo con los datos de la tabla a continuación y a los criterios de la clasificación climática de Köppen modificada Guijuelo presenta un clima Clima mediterráneo con influencia oceánica de tipo Csb.
| Parámetros climáticos promedio de Guijuelo (1003 m s. n. m.) (periodo de referencia: 1991-2021) | Parámetros climáticos promedio de Guijuelo (1003 m s. n. m.) (periodo de referencia: 1991-2021) | Parámetros climáticos promedio de Guijuelo (1003 m s. n. m.) (periodo de referencia: 1991-2021) | Parámetros climáticos promedio de Guijuelo (1003 m s. n. m.) (periodo de referencia: 1991-2021) | Parámetros climáticos promedio de Guijuelo (1003 m s. n. m.) (periodo de referencia: 1991-2021) | Parámetros climáticos promedio de Guijuelo (1003 m s. n. m.) (periodo de referencia: 1991-2021) | Parámetros climáticos promedio de Guijuelo (1003 m s. n. m.) (periodo de referencia: 1991-2021) | Parámetros climáticos promedio de Guijuelo (1003 m s. n. m.) (periodo de referencia: 1991-2021) | Parámetros climáticos promedio de Guijuelo (1003 m s. n. m.) (periodo de referencia: 1991-2021) | Parámetros climáticos promedio de Guijuelo (1003 m s. n. m.) (periodo de referencia: 1991-2021) | Parámetros climáticos promedio de Guijuelo (1003 m s. n. m.) (periodo de referencia: 1991-2021) | Parámetros climáticos promedio de Guijuelo (1003 m s. n. m.) (periodo de referencia: 1991-2021) | Parámetros climáticos promedio de Guijuelo (1003 m s. n. m.) (periodo de referencia: 1991-2021) | Parámetros climáticos promedio de Guijuelo (1003 m s. n. m.) (periodo de referencia: 1991-2021) |
| Mes                                                                                             | Ene.                                                                                            | Feb.                                                                                            | Mar.                                                                                            | Abr.                                                                                            | May.                                                                                            | Jun.                                                                                            | Jul.                                                                                            | Ago.                                                                                            | Sep.                                                                                            | Oct.                                                                                            | Nov.                                                                                            | Dic.                                                                                            | Anual                                                                                           |
| ----------------------------------------------------------------------------------------------- | ----------------------------------------------------------------------------------------------- | ----------------------------------------------------------------------------------------------- | ----------------------------------------------------------------------------------------------- | ----------------------------------------------------------------------------------------------- | ----------------------------------------------------------------------------------------------- | ----------------------------------------------------------------------------------------------- | ----------------------------------------------------------------------------------------------- | ----------------------------------------------------------------------------------------------- | ----------------------------------------------------------------------------------------------- | ----------------------------------------------------------------------------------------------- | ----------------------------------------------------------------------------------------------- | ----------------------------------------------------------------------------------------------- | ----------------------------------------------------------------------------------------------- |
| Temp. máx. media (°C)                                                                           | 7.6                                                                                             | 8.8                                                                                             | 11.8                                                                                            | 14.3                                                                                            | 18.5                                                                                            | 24.4                                                                                            | 27.8                                                                                            | 27.6                                                                                            | 23.2                                                                                            | 17.4                                                                                            | 10.6                                                                                            | 8.5                                                                                             | 16.7                                                                                            |
| Temp. media (°C)                                                                                | 3.5                                                                                             | 4.2                                                                                             | 7                                                                                               | 9.5                                                                                             | 13.5                                                                                            | 18.9                                                                                            | 21.9                                                                                            | 21.7                                                                                            | 17.8                                                                                            | 12.8                                                                                            | 6.7                                                                                             | 4.3                                                                                             | 11.8                                                                                            |
| Temp. mín. media (°C)                                                                           | 0.1                                                                                             | 0.2                                                                                             | 2.3                                                                                             | 4.6                                                                                             | 8                                                                                               | 12.6                                                                                            | 15.1                                                                                            | 15.2                                                                                            | 12.2                                                                                            | 8.4                                                                                             | 3.4                                                                                             | 1                                                                                               | 6.9                                                                                             |
| Precipitación total (mm)                                                                        | 90                                                                                              | 67                                                                                              | 79                                                                                              | 87                                                                                              | 82                                                                                              | 35                                                                                              | 15                                                                                              | 22                                                                                              | 52                                                                                              | 116                                                                                             | 97                                                                                              | 96                                                                                              | 838                                                                                             |
| Días de precipitaciones (≥ 1 mm)                                                                | 7                                                                                               | 6                                                                                               | 7                                                                                               | 9                                                                                               | 9                                                                                               | 4                                                                                               | 2                                                                                               | 3                                                                                               | 5                                                                                               | 8                                                                                               | 8                                                                                               | 7                                                                                               | 75                                                                                              |
| Horas de sol                                                                                    | 158                                                                                             | 169                                                                                             | 211                                                                                             | 234                                                                                             | 307                                                                                             | 357                                                                                             | 358                                                                                             | 390                                                                                             | 294                                                                                             | 220                                                                                             | 156                                                                                             | 161                                                                                             | 3018                                                                                            |
| Humedad relativa (%)                                                                            | 81                                                                                              | 76                                                                                              | 71                                                                                              | 69                                                                                              | 62                                                                                              | 51                                                                                              | 41                                                                                              | 43                                                                                              | 53                                                                                              | 69                                                                                              | 80                                                                                              | 80                                                                                              | 64.7                                                                                            |
| [cita requerida]                                                                                |                                                                                                 |                                                                                                 |                                                                                                 |                                                                                                 |                                                                                                 |                                                                                                 |                                                                                                 |                                                                                                 |                                                                                                 |                                                                                                 |                                                                                                 |                                                                                                 |                                                                                                 |

## Historia

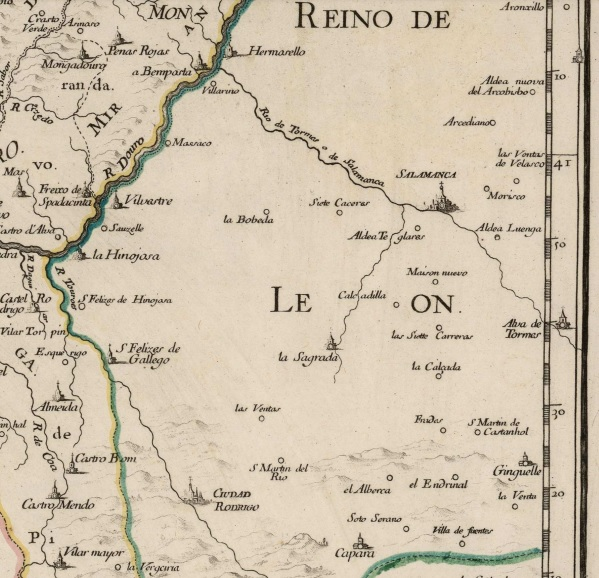
Detalle de un mapa francés del año 1666 en el que aparece Guijuelo (transcrito como Ginguello)

Aunque los restos arqueológicos confirman la existencia de poblamiento humano antes de la llegada de los romanos, el actual Guijuelo fue fundado y repoblado por los reyes leoneses durante la Edad Media, siendo denominado anteriormente Guixuelo, como así lo recoge la documentación medieval, nombre del que deriva el actual. Durante toda la época medieval perteneció al alfoz de Salvatierra, que se erigió en un importante bastión leonés de cara a la defensa de la frontera del Reino de León frente a Castilla, que se extendía hacia el este del territorio de Salvatierra, en lo que hoy es provincia de Ávila. Más recientemente, en 1833, al crearse las actuales provincias, Guijuelo quedó encuadrado en la provincia de Salamanca, dentro de la Región Leonesa, confirmando así la adscripción territorial que ya poseía en la división de Floridablanca de 1785. La llegada del ferrocarril Vía de la Plata, en 1896, marcó un antes y un después para Guijuelo, que comenzó a crecer a su vera. Así, en 1909 se inauguró el edificio del Reloj (sede del ayuntamiento) y la plaza de toros, recibiendo el título de villa de manos de Alfonso XIII, mientras que en 1917 llegó la electricidad a Guijuelo y en 1920 se convirtió en la primera localidad salmantina en contar con red de alcantarillado, finalizando en 1958 la construcción de la nueva iglesia parroquial, la de Ntra. Sra. de la Asunción. El 15 de agosto de 1967, sin embargo, tuvo lugar el suceso más grave acaecido en Guijuelo, cuando una explosión de gas, la conocida como explosión de la casa de la tía Pola, produjo quince muertos en la localidad.

## Demografía
Guijuelo cuenta con una población de 5508 habitantes (INE 2024).
| Gráfica de evolución demográfica de Guijuelo entre 1842 y 2021 |
| |
| Población de derecho según los censos de población del INE Población de hecho según los censos de población del INEEntre el censo de 1981 y el anterior, crece el término del municipio porque incorpora a 37024 (Aldeavieja de Tormes), 37066 (Cabezuela de Salvatierra), 37075 (Campillo de Salvatierra), 37139 (Fuentes de Béjar), 37213 (Nava de Béjar) y 37227 (Palacios de Salvatierra) Entre el censo de 1991 y el anterior, disminuye el término del municipio porque independiza a 37024 (Aldeavieja de Tormes) y 37213 (Nava de Béjar) |

Según el Instituto Nacional de Estadística, Guijuelo tenía, a 1 de enero de 2023, una población total de 5484 habitantes, de los cuales 2776 eran hombres y 2708 mujeres.
El municipio se divide en cuatro núcleos de población. De los 5660 habitantes que poseía el municipio en 2018, Guijuelo contaba con 5290, de los cuales 2631 eran hombres y 2659 mujeres, Campillo de Salvatierra con 287, de los cuales 154 eran hombres y 133 mujeres, Cabezuela de Salvatierra con 52, de los cuales 25 eran hombres y 27 mujeres, y Palacios de Salvatierra con 31, de los cuales 15 eran hombres y 16 mujeres.

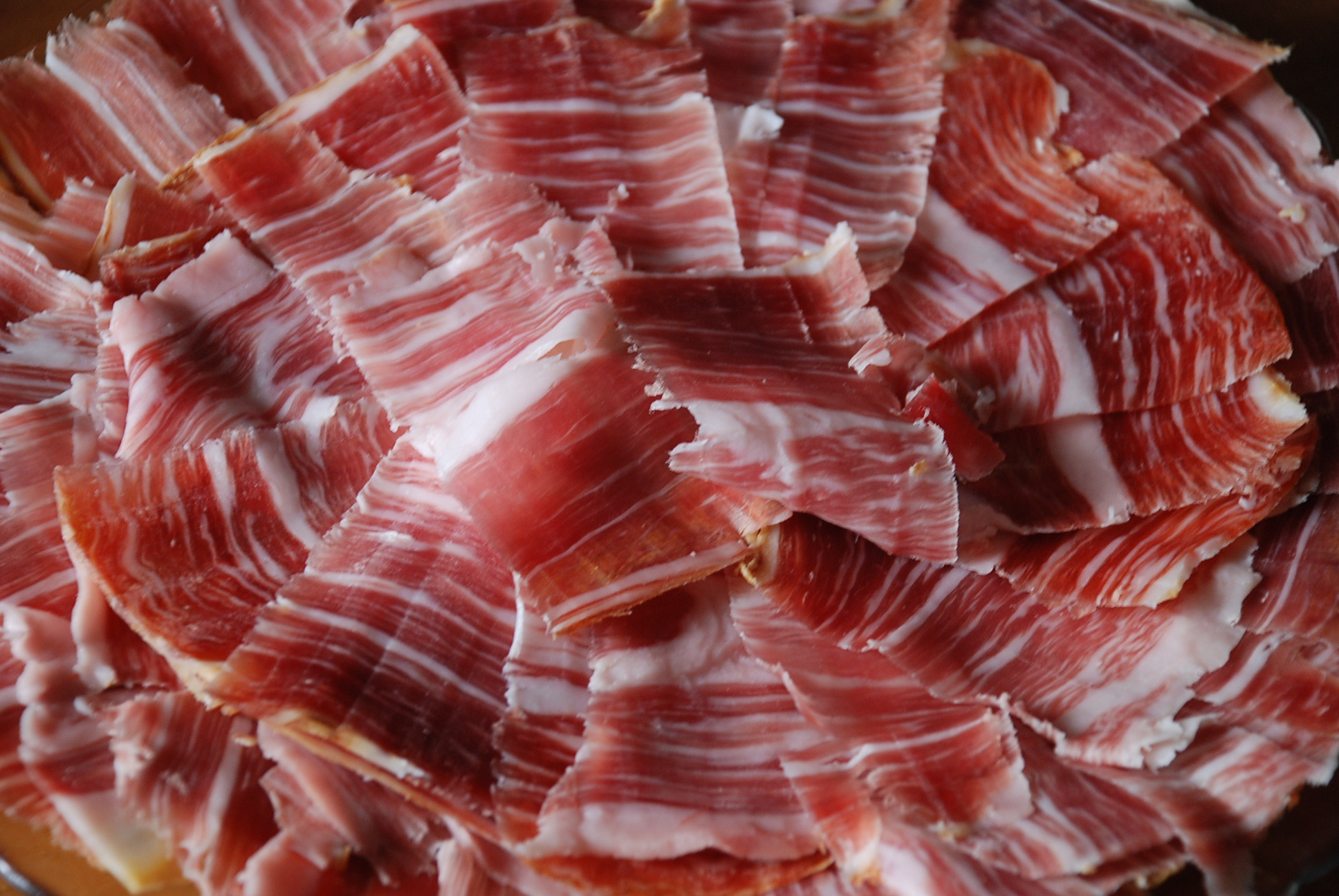
Jamón de Guijuelo

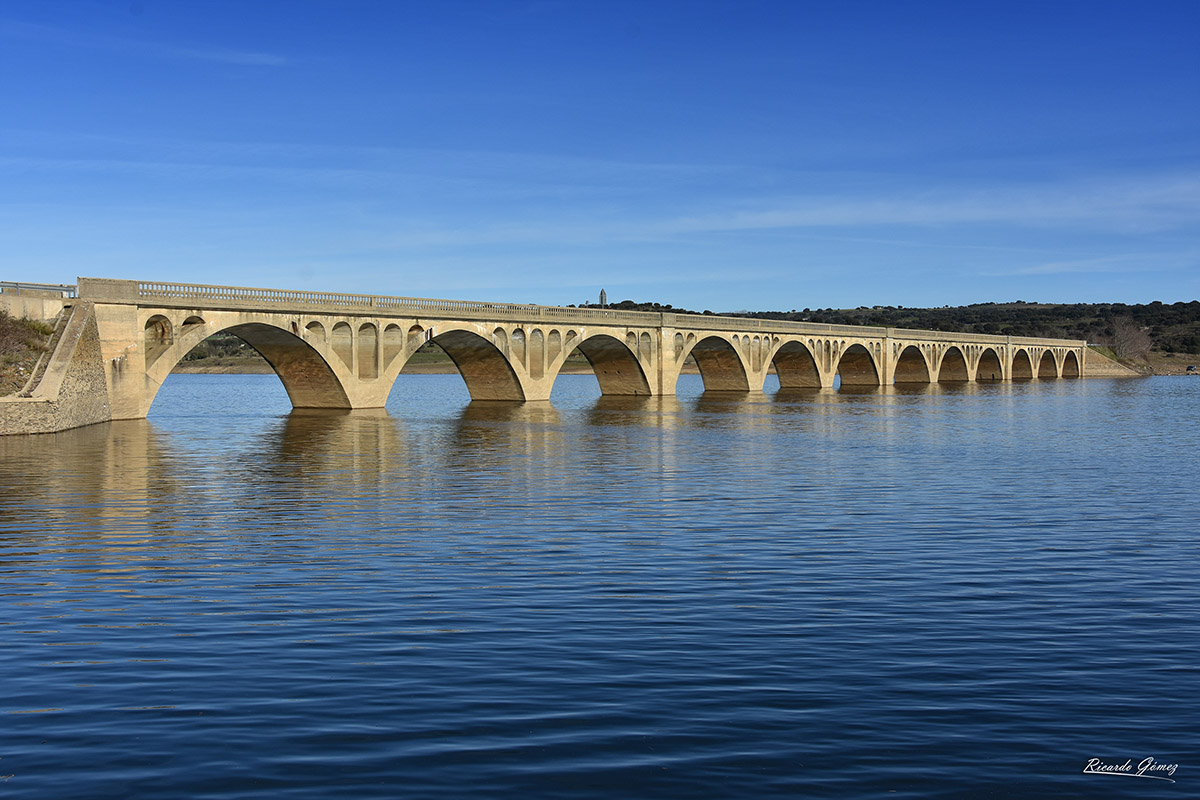
Puente hacia Cespedosa

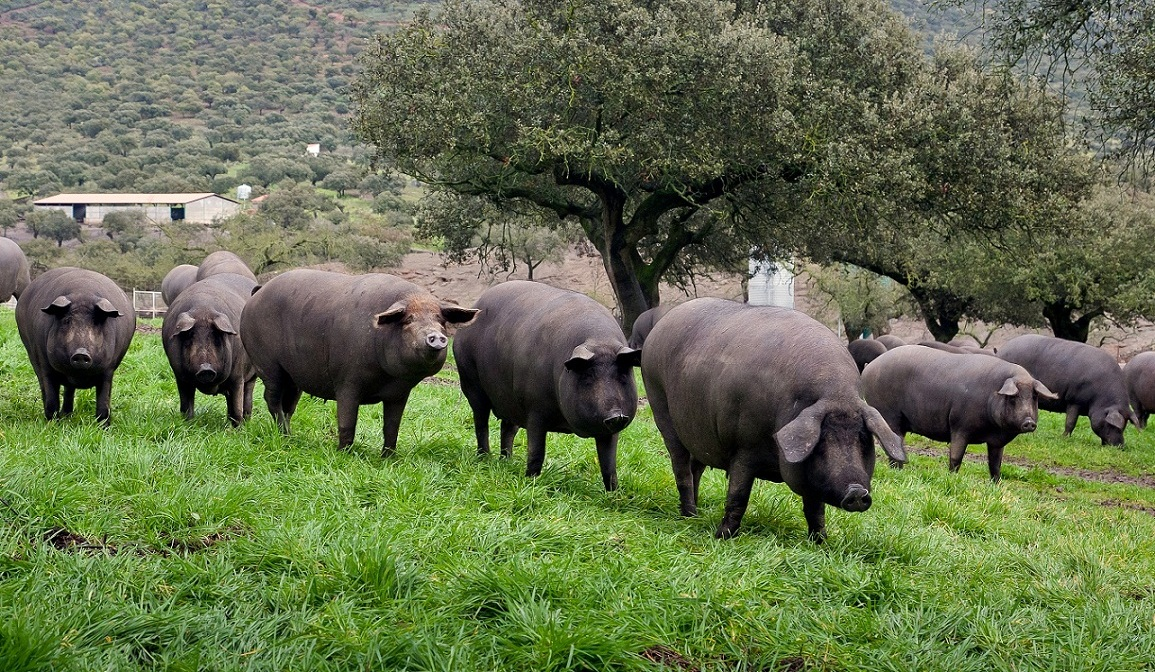
Dehesa en Guijuelo

Entre 1970 y 1981, crece el término del municipio porque incorpora a Aldeavieja de Tormes, Cabezuela de Salvatierra, Campillo de Salvatierra, Fuentes de Béjar, Nava de Béjar y 37227 Palacios de Salvatierra. Entre 1981 y 1991, disminuye el término del municipio porque independiza a Aldeavieja de Tormes y Nava de Béjar.

### Economía
La industria de productos cárnicos del cerdo es de las más importantes de España dedicándose gran parte de la población a ello. Se puede hablar de Guijuelo como una población privilegiada en lo económico, con una de las rentas per cápita más altas de España.
Son famosos y de gran calidad los jamones y embutidos de cerdos ibéricos, aunque venidos en buena parte de las dehesas extremeñas y andaluzas, encuentran aquí el lugar idóneo para su curación, gracias a un característico clima frío y seco.
En el municipio existen 173 empresas dedicadas a la industria, en su mayoría a la industria alimentaria relacionadas con el jamón y los embutidos, entre ellas empresas y marcas reconocidas mundialmente. El 65 % de la población activa, un total de 2525 trabajadores se dedican al sector industrial. Tras el sector industrial se encuentra el sector servicios con un 27% de la población activa, 1060 trabajadores, repartidos en 200 empresas. Es reseñable que con datos de julio de 2019, el municipio sólo registraba un desempleo del 9,84 %.

### Transporte y comunicaciones

#### Carreteras
Guijuelo está muy bien comunicado con la red viaria principal, siendo atravesado su término municipal en sentido norte-sur por la autovía Ruta de la Plata que une Gijón con Sevilla y que cuenta con dos salidas que dan acceso a la localidad. Originalmente esta conexión se hacía a través de la carretera nacional N-630, aún hoy en uso y que permite acceder a algunos de los términos municipales vecinos.
Existen además numerosas carreteras provinciales o locales de orden menor, entre las que destacan la SA-104, la SA-212 y la SA-214, todas ellas surgen o finalizan en Guijuelo y la comunican con la provincia de Ávila, Tamames y Cristóbal respectivamente.

#### Transporte público

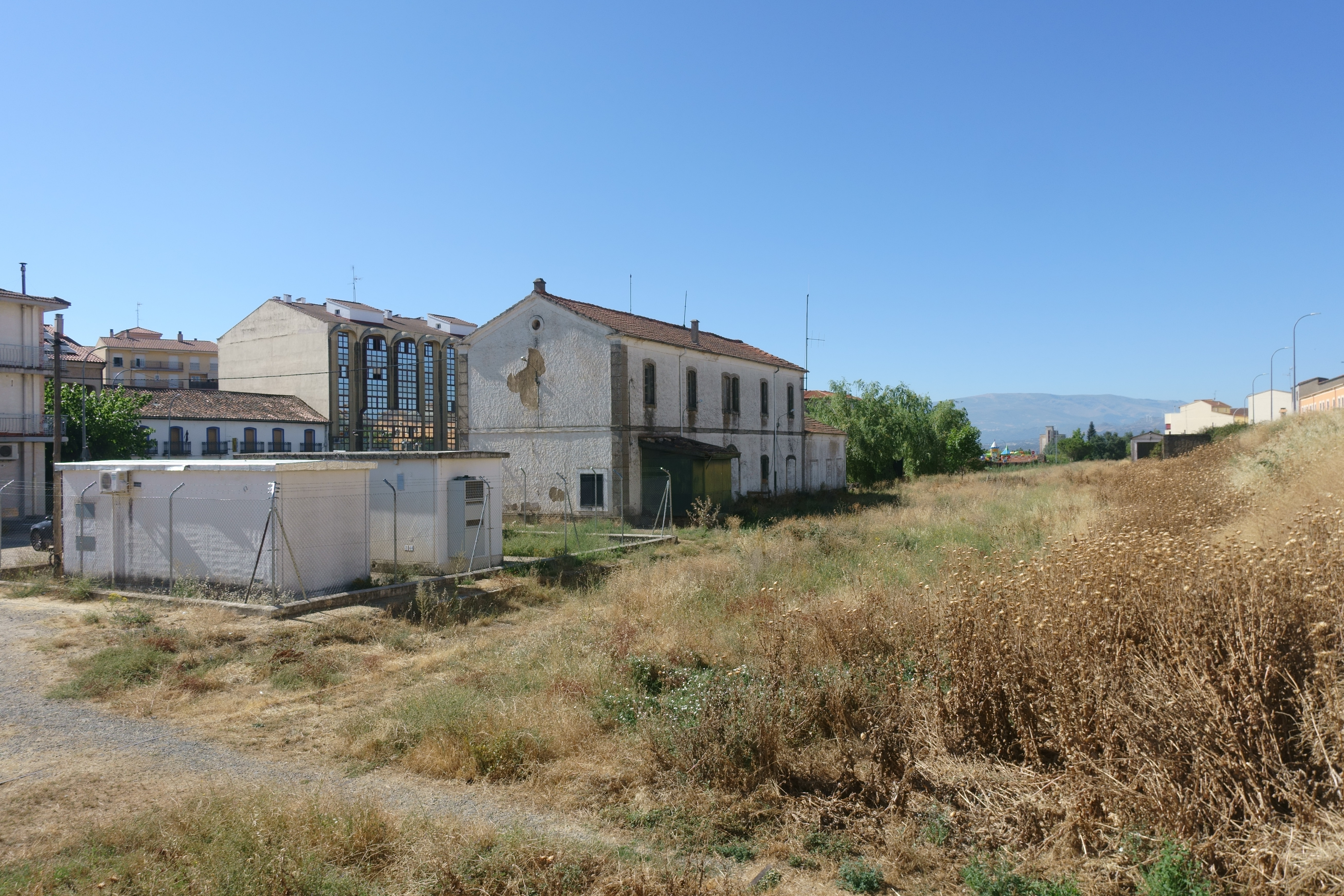
Antigua estación ferroviaria de Guijuelo-Campillo

La localidad cuenta con una estación de autobuses en la zona norte, junto a la plaza de toros, desde la cual existen varios servicios diarios que comunican con algunos pueblos de la comarca y la capital de provincia, estando conectada igualmente con otras ciudades como Cáceres, Badajoz, Zamora o Gijón aunque las frecuencias ya son menores.
Desde finales del siglo XIX, y hasta su cierre mediados los años 1980 el ferrocarril Ruta de la Plata atravesaba el municipio, habiendo sido uno de los grandes dinamizadores y responsable directo del crecimiento del mismo. En la actualidad no existen servicios ferroviarios y han surgido diversos movimientos ciudadanos que buscan recuperar la antigua ruta que vertebraba todo el oeste peninsular. Por otro lado el Aeropuerto de Salamanca es el más cercano, estando a unos 51km de distancia.

## Administración y política

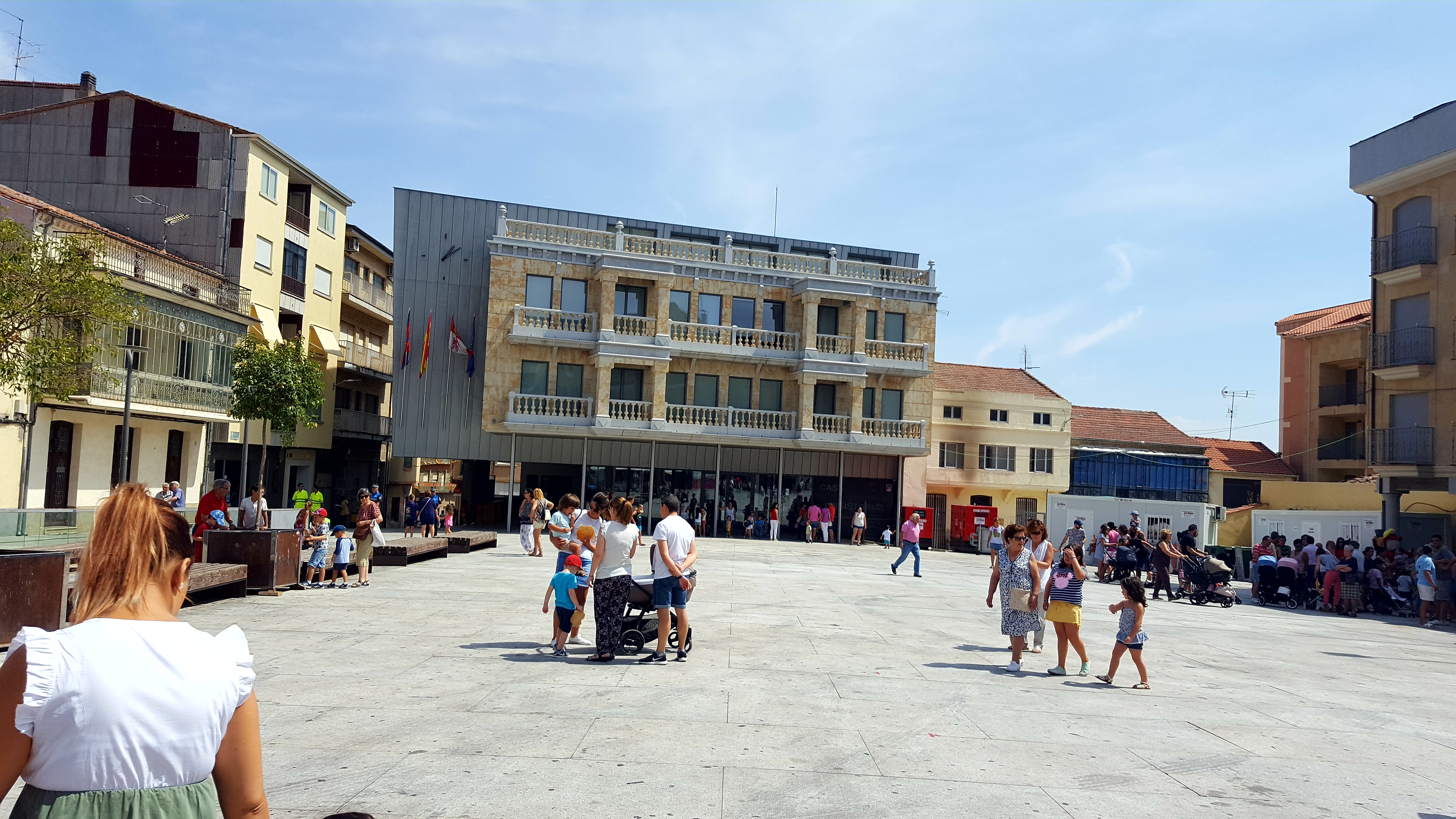
Ayuntamiento de Guijuelo

### Gobierno municipal
El Ayuntamiento de Guijuelo ha estado encabezado por el alcalde del Partido Popular, Francisco Julián Ramos durante cuatro legislaturas: desde 2005 hasta 2019.
| Periodo   | Nombre                     | Partido | Partido                                  |
| --------- | -------------------------- | ------- | ---------------------------------------- |
| 1979-1983 | José María Julián Agruila  |         | Coalición Democrática (CD)               |
| 1983-1987 | Alfonso Salinero García    |         | Alianza Popular (AP)                     |
| 1987-1991 | Santos Carrasco Manzano    |         | Alianza Popular (AP)                     |
| 1991-1995 | Santos Carrasco Manzano    |         | Partido Popular (PP)                     |
| 1995-1999 | Juan Luis García Hernández |         | Partido Popular (PP)                     |
| 1999-2003 | Alfonso Salinero García    |         | Partido Popular (PP)                     |
| 2003-2005 | Mª José Herrero            |         | Partido Socialista Obrero Español (PSOE) |
| 2005-2019 | Francisco Julián Ramos     |         | Partido Popular (PP)                     |
| 2019-act. | Roberto Martín Benito      |         | Partido Popular (PP)                     |

| Partido político                              | 2023  | 2023  | 2023       | 2019  | 2019  | 2019       | 2015  | 2015  | 2015       | 2011  | 2011  | 2011       | 2007  | 2007  | 2007       | 2003  | 2003  | 2003       | 1999  | 1999  | 1999       |
| Partido político                              | %     | Votos | Concejales | %     | Votos | Concejales | %     | Votos | Concejales | %     | Votos | Concejales | %     | Votos | Concejales | %     | Votos | Concejales | %     | Votos | Concejales |
| Partido Popular (PP)                          | 64,17 | 1761  | 9          | 51,32 | 1556  | 7          | 66,70 | 1871  | 9          | 78,59 | 2449  | 11         | 62,23 | 2046  | 9          | 46,71 | 1468  | 6          | 51,51 | 1513  | 7          |
| Partido Socialista Obrero Español (PSOE)      | 13,52 | 371   | 2          | 20,91 | 634   | 3          | 27,24 | 764   | 4          | 18,39 | 573   | 2          | 23,45 | 711   | 3          | 33,98 | 1068  | 5          | 27,23 | 800   | 4          |
| Ciudadanos (CS)                               | 11,66 | 320   | 1          | 26,45 | 802   | 3          | —     | —     | —          | —     | —     | —          | —     | —     | —          | —     | —     | —          | —     | —     | —          |
| Vox                                           | 9,65  | 265   | 1          | —     | —     | —          | —     | —     | —          | —     | —     | —          | —     | —     | —          | —     | —     | —          | —     | —     | —          |
| Unión Progreso y Democracia (UPyD)            | —     | —     | —          | —     | —     | —          | 4,03  | 113   | 0          | —     | —     | —          | —     | —     | —          | —     | —     | —          | —     | —     | —          |
| Unión del Pueblo Salmantino (UPSa)            | —     | —     | —          | —     | —     | —          | —     | —     | —          | —     | —     | —          | 8,55  | 281   | 1          | 1,43  | 45    | 0          | —     | —     | —          |
| Unidad Regionalista de Castilla y León (URCL) | —     | —     | —          | —     | —     | —          | —     | —     | —          | —     | —     | —          | 4,11  | 135   | 0          | 16,07 | 505   | 2          | 15,87 | 466   | 2          |
| Izquierda Unida (IU)                          | —     | —     | —          | —     | —     | —          | —     | —     | —          | —     | —     | —          | 0,40  | 13    | 0          | —     | —     | —          | 2,82  | 83    | 0          |

#### Evolución de la deuda viva municipal
El concepto de deuda viva contempla solo las deudas con cajas y bancos relativas a créditos financieros, valores de renta fija y préstamos o créditos transferidos a terceros, excluyéndose, por tanto, la deuda comercial. La deuda viva municipal por habitante en 2023 ascendía a 749,63 €.
| Gráfica de evolución de la deuda viva del Ayuntamiento entre 2008 y 2023                           |
| |
| Deuda viva del Ayuntamiento de Guijuelo, en miles de euros, según datos del Ministerio de Hacienda |

## Cultura

### Patrimonio
- Museo de la industria chacinera de Guijuelo
- El Torreón, un ábside de una iglesia ojival que data la primera mitad del siglo XV
- Iglesia de Nuestra Señora de la Asunción

### Fiestas
- 15 de agosto Asunción de María
- Fiestas de Guijuelo: 15 agosto